# Wilfried Edener
Wilfried Edener (* 1930; † Januar 2015) war ein deutscher Lehrer, Übersetzer und Schulleiter.

## Leben
Edener studierte Neuphilologie für Englisch und Französisch und schloss sein Studium mit der Promotion zum Dr. phil. ab. Anschließend war er bis zu seiner Pensionierung im Juli 1992 Lehrer an unterschiedlichen Gymnasien in Bayern. Seine Unterrichtsfächer waren Englisch und Französisch. Als Oberstudiendirektor war er Gründungsdirektor des Staatlichen Gymnasiums Kirchheim b. München. Edener war verheiratet und hatte zwei Kinder.
Von Ende 1994 bis 2000 war Edener aktives Mitglied der ödp. Er arbeitete im Landesarbeitskreis „Bildung und Schule“ der bayerischen ödp mit. Von 1995 bis 1999 war er Schriftführer im Bundesvorstand der Partei.
2012 zog er mit seiner Frau nach Hamburg, wo er im Januar 2015 im Alter von 85 Jahren verstarb.

## Werke
- Die Religionskritik in den Romanen von Sinclair Lewis. 1963
- Linguistik für Romanisten / Akad. für Lehrerfortbildung Dillingen. 1972
- Textes français, compréhension et commentaire. 1979
- Studying English texts = Englische Textaufgaben für die Oberstufen der Gymnasien.